# Aloe susanne
Aloe susanne é uma espécie de liliopsida do gênero Aloe, pertencente à família Asphodelaceae.